# Gondenahalli, Nagamangala
Gondenahalli là một làng thuộc tehsil Nagamangala, huyện Mandya, bang Karnataka, Ấn Độ.